# Nội các Conte
Nội các Conte I, lãnh đạo bởi Giuseppe Conte, một người không đảng phái, là nội các thứ 65 của Cộng hòa Ý. Nội các có nhiệm kỳ từ 1/6/2018 đến ngày 5/9/2019.
Nội các được thành lập bởi một liên minh giữa Phong trào Năm Sao và Liên minh phương Bắc (Lega Nord), nhưng nó cũng chứa một số thành viên không đảng phái do mỗi đảng đề xuất (bao gồm cả Thủ tướng). Liên minh các đảng dân túy hình thành nên nội các này và chính phủ cũng được biết đến là "Chính phủ của sự thay đổi" (tiếng Ý: Governo del cambiamento), theo tên của thỏa thuận chính trị được ký kết bởi hai đảng, hoặc "chính phủ xanh vàng" (tiếng Ý: Governo gialloverde), dựa trên màu sắc truyền thống của hai đảng, trong khi Liên minh phương Bắc ban đầu gọi là "chính phủ màu vàng-lam" (tiếng Ý: Governo gialloblu), do đảng dưới sự lãnh đạo của Salvini trong cuộc vận động tuyển cử mới chọn màu lam.
Chính phủ thường được mô tả là theo "chủ nghĩa dân túy" (theo một số nguồn tin ban đầu ở châu Âu) và các chính sách của nó (và cụ thể hơn là của Liên minh phương Bắc) đã được báo chí Ý mô tả là "chủ nghĩa quyền tối cao" (Souverainism).

## Các đảng hỗ trợ
Chính phủ được hỗ trợ và hầu hết các thành viên của nó được cung cấp bởi hai Đảng sau đây.
| Đảng | Đảng                     | Vị trí   | Học thuyết chính                        | Lãnh đạo       |
| ---- | ------------------------ | -------- | --------------------------------------- | -------------- |
|      | Phong trào năm sao (M5S) | Lều lớn  | Chủ nghĩa dân túy, Dân chủ trực tiếp    | Luigi Di Maio  |
|      | Liên minh phương Bắc (L) | Cánh hữu | Chủ nghĩa dân túy, Chủ nghĩa địa phương | Matteo Salvini |

Khi mới thành lập, chính phủ cũng được sự hỗ trợ của Phong trào Liên hiệp Người Ý ở hải ngoại (MAIE), năm đại biểu và hai thượng nghị sĩ trước đó đã bị trục xuất khỏi M5S, một thượng nghị sĩ bất đồng chính kiến từ Liên minh người Ý di cư ở Nam Mỹ (USEI), người sau đó đã tham gia MAIE và một đại biểu của Forza Italia (FI), người đã chỉ trích bỏ phiếu ủng hộ nội các. Ricardo Merlo, lãnh đạo của MAIE, cũng được bổ nhiệm làm Thứ trưởng Bộ Ngoại giao vào ngày 12 tháng 6 năm 2018. Chính phủ cũng được hỗ trợ bởi Phong trào vì Chủ quyền Quốc gia, Đảng Hành động Sardinia và Đảng Tự do Ý (có các thượng nghị sĩ ngồi trong nhóm Liên hiệp).
Anh em Ý (FdI), các đảng đại diện cho các nhóm ngôn ngữ thiểu số (Liên minh Valdostan, Đảng Nhân dân Nam Tyrolean và Đảng Tự trị Trentino Tyrolean) và một đại biểu từ USEI không ủng hộ chính phủ, nhưng khẳng định họ sẵn sàng bỏ phiếu cho các biện pháp phản ánh hệ tư tưởng tương ứng của mình.

## Lịch sử

### Bối cảnh
Cuộc tổng tuyển cử tháng 3 năm 2018 dẫn đến một quốc hội treo. Phong trào Năm Sao (M5S) do Luigi Di Maio lãnh đạo đã dẫn đến kết quả là đảng có số phiếu bầu và ghế nghị viện lớn nhất, trong khi liên minh trung hữu trong đó Liên minh phương Bắc của Matteo Salvini nổi lên như lực lượng chính trị chính đã giành được đa số tương đối ghế cả Hạ viện và Thượng viện. Liên minh trung tả, được xây dựng xung quanh Đảng Dân chủ (PD) do cựu Thủ tướng Matteo Renzi lãnh đạo, đứng thứ ba.
Vào ngày 9 tháng 5, sau nhiều tuần bế tắc về chính trị và thất bại trong nỗ lực thành lập nội các, bao gồm các liên minh M5S – Trung hữu và M5S – PD có thể xảy ra, Di Maio và Salvini đã chính thức yêu cầu Tổng thống Sergio Mattarella nhượng bộ họ thêm 24 giờ để đạt được thỏa thuận chính phủ giữa hai đảng. Vào buổi tối, Silvio Berlusconi đã công khai thông báo rằng Forza Italia (FI) sẽ không ủng hộ chính phủ M5S – Liên minh phương Bắc trong một cuộc bỏ phiếu tín nhiệm, nhưng nó vẫn sẽ duy trì liên minh trung hữu, do đó mở ra cánh cửa khả thi chính phủ đa số giữa hai đảng.
Vào ngày 13 tháng 5, M5S và Liên minh phương Bắc đã đạt được thỏa thuận về một chương trình của chính phủ, tuy nhiên họ không đặt được thỏa thuận nào về đề xuất đối với Thủ tướng và các Bộ trưởng. Các nhà lãnh đạo M5S và Liên minh phương Bắc đã gặp Tổng thống Mattarella vào ngày 14 tháng 5 và yêu cầu thêm một tuần đàm phán. Cả hai đảng đều thông báo họ sẽ yêu cầu các thành viên tương ứng bỏ phiếu về thỏa thuận chính phủ vào cuối tuần sau.
Vào ngày 21 tháng 5, giáo sư luật tư nhân và cố vấn M5S Giuseppe Conte đã được Di Maio và Salvini đề xuất cho vai trò Thủ tướng. Bất chấp các báo cáo trên các phương tiện truyền thông cho rằng Tổng thống Mattarella có những dè dặt đáng kể về đường lối của chính phủ mới, Conte được mời tại Cung điện Quirinal để nhận nhiệm vụ của tổng thống để thành lập một nội các mới ngày 23 tháng 5. Trong tuyên bố sau khi được bổ nhiệm, Conte nói rằng ông sẽ là "luật sư bào chữa của người Ý ". Ngày hôm sau, Conte đã hội đàm với tất cả các đảng trong quốc hội, nhưng việc thành lập chính phủ sớm bị bế tắc do việc bổ nhiệm Paolo Savona làm Bộ trưởng Kinh tế và Tài chính, vốn không được Tổng thống Mattarella chấp thuận, người được ông cho là ủng hộ việc Ý bí mật rút khỏi đồng Euro, mà Tổng thống Mattarella coi là một rủi ro lớn đối với nền kinh tế đất nước. Vào ngày 27 tháng 5, Tổng thống Mattarella từ chối bổ nhiệm Savona, và Conte từ bỏ nhiệm vụ của mình sau nhiều ngày thương lượng và lãnh đạo hai đảng ra tối hậu thư về việc đề cử Savona.
Vào ngày 28 tháng 5, Tổng thống Mattarella đã triệu tập Carlo Cottarelli (cựu giám đốc Quỹ Tiền tệ Quốc tế) và giao cho ông nhiệm vụ thành lập chính phủ mới. Cùng ngày, PD thông báo rằng họ sẽ bỏ phiếu trắng trong việc bỏ phiếu tín nhiệm đối với Cottarelli trong khi M5S, Liên minh, FI và Anh em Ý (FdI) thông báo rằng họ sẽ bỏ phiếu chống. Cottarelli dự kiến sẽ đệ trình danh sách các bộ trưởng của mình để Tổng thống Mattarella phê chuẩn vào ngày 29 tháng 5. Tuy nhiên, ông chỉ tổ chức các cuộc tham vấn không chính thức với Tổng thống vào ngày 29 và 30 tháng 5, chờ đợi sự hình thành một "chính phủ chính trị" có thể xảy ra. Trong khi đó, Di Maio và Salvini tuyên bố sẵn sàng khởi động lại các cuộc đàm phán để thành lập một chính phủ "chính trị" và Giorgia Meloni (lãnh đạo FdI) đã ủng hộ họ.
Vào ngày 31 tháng 5, M5S và Liên minh đã công bố thỏa thuận mới của họ về một chính phủ do Conte lãnh đạo với Giovanni Tria là Bộ trưởng Kinh tế và Tài chính và Savona là Bộ trưởng Các vấn đề châu Âu. Sau đó, Tổng thống Mattarella lần thứ hai triệu tập Conte, người đã công bố danh sách các bộ trưởng. Vào ngày 1 tháng 6, Thủ tướng Conte và các bộ trưởng của ông đã nhậm chức và tuyên thệ. Vào ngày 5 tháng 6, Thượng viện Ý đã thông qua chính phủ mới trong một cuộc bỏ phiếu tín nhiệm. Vào ngày 6 tháng 6, chính phủ được xác nhận sau cuộc bỏ phiếu tín nhiệm tại Hạ viện.
Vào ngày 12 tháng 6, nội các đã bổ nhiệm 6 thứ trưởng và 39 thứ trưởng đặc trách. Trong số tất cả các cuộc bổ nhiệm này, 25 người là thành viên M5S, 17 thành viên Liên minh, hai thành viên không đảng phái và một thành viên của Phong trào Liên hiệp Người Ý ở nước ngoài (MAIE). M5S nhận được bốn thứ trưởng trong khi Liên minh nhận được hai.

### Bỏ phiếu tín nhiệm
Vào ngày 5 tháng 6 năm 2018, Nội các Conte đã được sự tín nhiệm của Thượng viện khi nhận được 171 phiếu ủng hộ và 117 phiếu chống (25 thượng nghị sĩ bỏ phiếu trắng; 7 thượng nghị sĩ không bỏ phiếu, trong đó có sáu người vắng mặt). Các thượng nghị sĩ suốt đời Elena Cattaneo, Mario Monti và Liliana Segre bỏ phiếu trắng trong khi các thượng nghị sĩ suốt đời Carlo Rubbia, Renzo Piano và Giorgio Napolitano không bỏ phiếu. Vào ngày 6/6/2018, Chính phủ cải tổ đã nhận được sự tín nhiệm của Hạ viện khi nhận được 350 phiếu ủng hộ và 236 phiếu chống (35 đại biểu bị bỏ phiếu trắng; 8 đại biểu không bỏ phiếu, trong đó có 5 đại biểu vắng mặt)
| 5–6/6/2018 Bỏ phiếu tín nhiệm Conte |           |                                                                    |           |
| Viện Nghị viện                      | Phiếu bầu | Đảng                                                               | Phiếu bầu |
| Thượng viện Cộng hòa                | Đồng ý    | M5S (109), Liên minh (58), MAIE (2), Không đảng phái (2)           | 171 / 313 |
| Thượng viện Cộng hòa                | Chống     | FI (57), PD (52), LeU (4), AUT. (2), PSI (1), +E (1)               | 117 / 313 |
| Thượng viện Cộng hòa                | Trắng     | FdI (18), AUT. (5), Không đảng phái (2)                            | 25 / 313  |
| Viện Dân biểu                       | Đồng ý    | M5S (220), Liên minh (123), MAIE (6), FI (1)                       | 350 / 621 |
| Viện Dân biểu                       | Chống     | PD (111), FI (104), LeU (14), CP–AP–PSI–AC (4), NcI (3), +E–CD (3) | 236 / 621 |
| Viện Dân biểu                       | Trắng     | FdI (30), SVP-PATT (4), USEI (1)                                   | 35 / 621  |

### Từ nhiệm
Conte đã tuyên bố từ chức vào ngày 20 tháng 8 năm 2019, ngăn chặn cuộc bỏ phiếu bất tín nhiệm do Matteo Salvini thúc đẩy. Cùng ngày, Tổng thống Ý Sergio Mattarella chấp nhận đơn từ chức của Conte và thông báo tham vấn với các lãnh đạo đảng trong hai ngày tới. Vào ngày 22 tháng 8, Mattarella cho biết một số đảng đang cố gắng hình thành "đa số vững chắc" và ông cho các đảng chính trị này đến ngày 27 tháng 8 để báo cáo lại với ông, sau đó ông sẽ tổ chức thêm hai ngày tham vấn.
Vào ngày 29 tháng 8, Mattarella giao nhiệm vụ cho Conte thành lập nội các mới, một liên minh của Phong trào Năm Sao và Đảng Dân chủ. Theo thông lệ, thủ tướng được chỉ định có quyền chấp nhận nhiệm vụ, trong khi chờ các cuộc đàm phán thêm với cả hai đảng.

## Phân chia đảng

### Đầu nhiệm kỳ

#### Bộ trưởng
| - Phong trào năm sao | 8 |
| - Liên minh          | 5 |
| - Không đảng phái    | 6 |

#### Bộ trưởng và thành viên khác
- Phong trào năm sao (M5S): 8 bộ trưởng, 4 thứ trưởng, 21 thứ trưởng đặc trách
- Liên minh (Lega): 5 bộ trưởng, 3 thứ trưởng, 15 thứ trưởng đặc trách
- Phong trào Liên hiệp Người Ý ở hải ngoại (MAIE): 1 thứ trưởng đặc trách
- Không đảng phái: Thủ tướng, 5 bộ trưởng, 2 thứ trưởng đặc trách

### Cuối nhiệm kỳ

#### Bộ trưởng
| - Phong trào năm sao | 8 |
| - Liên minh          | 6 |
| - Không đảng phái    | 5 |

#### Bộ trưởng và thành viên khác
- Phong trào năm sao (M5S): 8 bộ trưởng, 4 thứ trưởng, 21 thứ trưởng đặc trách
- Liên minh (Lega): 6 bộ trưởng, 3 thứ trưởng, 15 thứ trưởng đặc trách
- Phong trào Liên hiệp Người Ý ở hải ngoại (MAIE): 1 thứ trưởng đặc trách
- Không đảng phái: Thủ tướng, 4 bộ trưởng, 2 thứ trưởng đặc trách

## Hội đồng Bộ trưởng
| Chức vụ                                                        | Tên                   | Đảng | Đảng               | Nhiệm kỳ  |
| -------------------------------------------------------------- | --------------------- | ---- | ------------------ | --------- |
|                                                                |                       |      |                    |           |
| Thủ tướng                                                      | Giuseppe Conte        |      | Không đảng phái    | 2018–2019 |
|                                                                |                       |      |                    |           |
| Phó Thủ tướng                                                  | Matteo Salvini        |      | Liên minh          | 2018–2019 |
| Phó Thủ tướng                                                  | Luigi Di Maio         |      | Phong trào năm sao | 2018–2019 |
|                                                                |                       |      |                    |           |
| Bộ trưởng Bộ Ngoại giao                                        | Enzo Moavero Milanesi |      | Không đảng phái    | 2018–2019 |
| Bộ trưởng Bộ Nội vụ                                            | Matteo Salvini        |      | Liên minh          | 2018–2019 |
| Bộ trưởng Bộ Tư pháp                                           | Alfonso Bonafede      |      | Phong trào năm sao | 2018–2019 |
| Bộ trưởng Bộ Quốc phòng                                        | Elisabetta Trenta     |      | Phong trào năm sao | 2018–2019 |
| Bộ trưởng Bộ Kinh tế và Tài chính                              | Giovanni Tria         |      | Không đảng phái    | 2018–2019 |
| Bộ trưởng Bộ Phát triển Kinh tế, Lao động và chính sách Xã hội | Luigi Di Maio         |      | Phong trào năm sao | 2018–2019 |
| Bộ trưởng Bộ Nông nghiệp và Du lịch                            | Gian Marco Centinaio  |      | Liên minh          | 2018–2019 |
| Bộ trưởng Bộ Môi trường                                        | Sergio Costa          |      | Không đảng phái    | 2018–2019 |
| Bộ trưởng Bộ Hạ tầng và Giao thông                             | Danilo Toninelli      |      | Phong trào năm sao | 2018–2019 |
| Bộ trưởng Bộ Giáo dục, Đại học và Nghiên cứu                   | Marco Bussetti        |      | Không đảng phái    | 2018–2019 |
| Bộ trưởng Bộ các Hoạt động và Di sản Văn hóa                   | Alberto Bonisoli      |      | Phong trào năm sao | 2018–2019 |
| Bộ trưởng Bộ Y tế                                              | Giulia Grillo         |      | Phong trào năm sao | 2018–2019 |
|                                                                |                       |      |                    |           |
| Bộ trưởng Quan hệ Nghị viện và Dân chủ Trực tiếp               | Riccardo Fraccaro     |      | Phong trào năm sao | 2018–2019 |
| Bộ trưởng Hành chính công                                      | Giulia Bongiorno      |      | Liên minh          | 2018–2019 |
| Bộ trưởng các vấn đề khu vực                                   | Erika Stefani         |      | Liên minh          | 2018–2019 |
| Bộ trưởng miền Nam                                             | Barbara Lezzi         |      | Phong trào năm sao | 2018–2019 |
| Bộ trưởng Gia đình và Người khuyết tật                         | Lorenzo Fontana       |      | Liên minh          | 2018–2019 |
| Bộ trưởng Gia đình và Người khuyết tật                         | Alessandra Locatelli  |      | Liên minh          | 2019      |
| Bộ trưởng các vấn đề châu Âu                                   | Paolo Savona          |      | Không đảng phái    | 2018–2019 |
| Bộ trưởng các vấn đề châu Âu                                   | Lorenzo Fontana       |      | Liên minh          | 2019      |
|                                                                |                       |      |                    |           |
| Thư ký Hội đồng Bộ trưởng                                      | Giancarlo Giorgetti   |      | Liên minh          | 2018–2019 |

1. 1 2  Do Phong trào năm sao đề xuất.
2. ↑  Là ứng viên thứ hai, ứng cử viên ban đầu Luca Giansanti (không đảng phái).
3. ↑  Được chọn sau khi ứng cử viên ban đầu Paolo Savona bị Tổng thống từ chối.
4. ↑  Ứng viên thứ hai, ứng cử viên ban đầu Mauro Coltorti (M5S).
5. ↑  Proposed by the Liên minh.

## Thành phần Nội các
| Chức vụ                                                                          | Chân dung | Tên                    | Nhiệm kỳ             | Đảng | Đảng               |
| -------------------------------------------------------------------------------- | --- | ---------------------- | -------------------- | ---- | ------------------ |
| Thủ tướng                                                                        | | Giuseppe Conte         | 1/6/2018 – 5/9/2019  |      | Không đảng phái    |
| Thủ tướng                                                                        | Thứ trưởng đặc trách - Giancarlo Giorgetti (Lega) – Được ủy quyền cho Thể thao, cho CIPE, cho việc Thực hiện Chương trình của Chính phủ, cho các Chính sách về Không gian và Vũ trụ và Cá cược Thể thao - Vito Crimi (M5S) – Được ủy nhiệm xuất bản và thông tin, và thực hiện các chính sách nhằm tái thiết các khu vực động đất - Vincenzo Spadafora (M5S) – Được ủy quyền cho Cơ hội bình đẳng, Thanh niên và Dịch vụ Dân sự Quốc gia |                        |                      |      |                    |
|                                                                                  | |                        |                      |      |                    |
| Phó Thủ tướng                                                                    | | Matteo Salvini         | 1/6/2018 – 5/9/2019  |      | Liên minh          |
| Phó Thủ tướng                                                                    | | Luigi Di Maio          | 1/6/2018 – 5/9/2019  |      | Phong trào năm sao |
|                                                                                  | |                        |                      |      |                    |
| Bộ trưởng Bộ Ngoại giao                                                          | | Enzo Moavero Milanesi  | 1/6/2018 – 5/9/2019  |      | Không đảng phái    |
| Bộ trưởng Bộ Ngoại giao                                                          | Thứ trưởng - Emanuela Del Re (M5S) Thứ trưởng đặc trách - Manlio Di Stefano (M5S) - Ricardo Merlo (MAIE) - Guglielmo Picchi (Lega) |                        |                      |      |                    |
| Bộ trưởng Bộ Nội vụ                                                              | | Matteo Salvini         | 1/6/2018 – 5/9/2019  |      | Liên minh          |
| Bộ trưởng Bộ Nội vụ                                                              | Thứ trưởng - Stefano Candiani (Lega) Thứ trưởng đặc trách - Luigi Gaetti (M5S) - Nicola Molteni (Lega) - Carlo Sibilia (M5S) |                        |                      |      |                    |
| Bộ trưởng Bộ Tư pháp                                                             | | Alfonso Bonafede       | 1/6/2018 – 5/9/2019  |      | Phong trào năm sao |
| Bộ trưởng Bộ Tư pháp                                                             | Thứ trưởng đặc trách - Vittorio Ferraresi (M5S) - Jacopo Morrone (Lega) |                        |                      |      |                    |
| Bộ trưởng Bộ Quốc phòng                                                          | | Elisabetta Trenta      | 1/6/2018 – 5/9/2019  |      | Phong trào năm sao |
| Bộ trưởng Bộ Quốc phòng                                                          | Thứ trưởng đặc trách - Angelo Tofalo (M5S) - Raffaele Volpi (Lega) |                        |                      |      |                    |
| Bộ trưởng Bộ Kinh tế và Tài chính                                                | | Giovanni Tria          | 1/6/2018 – 5/9/2019  |      | Không đảng phái    |
| Bộ trưởng Bộ Kinh tế và Tài chính                                                | Thứ trưởng - Laura Castelli (M5S) - Massimo Garavaglia (Lega) Thứ trưởng đặc trách - Massimo Bitonci (Lega) - Alessio Villarosa (M5S) |                        |                      |      |                    |
| Bộ trưởng Bộ Phát triển Kinh tế, Lao động và chính sách Xã hội                   | | Luigi Di Maio          | 1/6/2018 – 5/9/2019  |      | Phong trào năm sao |
| Bộ trưởng Bộ Phát triển Kinh tế, Lao động và chính sách Xã hội                   | Thứ trưởng - Dario Galli (Lega) – Phát triển Kinh tế Thứ trưởng đặc trách - Andrea Cioffi (M5S) – Phát triển Kinh tế - Davide Crippa (M5S) – Phát triển Kinh tế - Michele Geraci (Không đảng phái) – Phát triển Kinh tế - Claudio Cominardi (M5S) – Lao động và chính sách Xã hội - Claudio Durigon (Lega) – Lao động và chính sách Xã hội                                                                                               |                        |                      |      |                    |
| Bộ trưởng Bộ Nông nghiệp và Du lịch                                              | | Gian Marco Centinaio   | 1/6/2018 – 5/9/2019  |      | Liên minh          |
| Bộ trưởng Bộ Nông nghiệp và Du lịch                                              | Thứ trưởng đặc trách - Franco Manzato (Lega) - Alessandra Pesce (M5S) |                        |                      |      |                    |
| Bộ trưởng Bộ Môi trường                                                          | | Sergio Costa           | 1/6/2018 – 5/9/2019  |      | Không đảng phái    |
| Bộ trưởng Bộ Môi trường                                                          | Thứ trưởng đặc trách - Vannia Gava (Lega) - Salvatore Micillo (M5S) |                        |                      |      |                    |
| Bộ trưởng Bộ Hạ tầng và Giao thông                                               | | Danilo Toninelli       | 1/6/2018 – 5/9/2019  |      | Phong trào năm sao |
| Bộ trưởng Bộ Hạ tầng và Giao thông                                               | Thứ trưởng - Edoardo Rixi (Lega) (tới 30/5/2019) Thứ trưởng đặc trách - Michele Dell'Orco (M5S) - Armando Siri (Lega) (tới 8/5/2019) |                        |                      |      |                    |
| Bộ trưởng Bộ Giáo dục, Đại học và Nghiên cứu                                     | | Marco Bussetti         | 1/6/2018 – 5/9/2019  |      | Không đảng phái    |
| Bộ trưởng Bộ Giáo dục, Đại học và Nghiên cứu                                     | Thứ trưởng - Lorenzo Fioramonti (M5S) Thứ trưởng đặc trách - Salvatore Giuliano (M5S) |                        |                      |      |                    |
| Bộ trưởng Bộ các Hoạt động và Di sản Văn hóa                                     | | Alberto Bonisoli       | 1/6/2018 – 5/9/2019  |      | Phong trào năm sao |
| Bộ trưởng Bộ các Hoạt động và Di sản Văn hóa                                     | Thứ trưởng đặc trách - Lucia Borgonzoni (Lega) - Gianluca Vacca (M5S) |                        |                      |      |                    |
| Bộ trưởng Bộ Y tế                                                                | | Giulia Grillo          | 1/6/2018 – 5/9/2019  |      | Phong trào năm sao |
| Bộ trưởng Bộ Y tế                                                                | Thứ trưởng đặc trách - Armando Bartolazzi (M5S) - Maurizio Fugatti (Lega) (tới 9/11/2018) - Luca Coletto (Lega) (từ 29/11/2018) |                        |                      |      |                    |
|                                                                                  | |                        |                      |      |                    |
| Bộ trưởng Quan hệ Nghị viện và Dân chủ Trực tiếp (Bộ trưởng không bộ)            | | Riccardo Fraccaro      | 1/6/2018 – 5/9/2019  |      | Phong trào năm sao |
| Bộ trưởng Quan hệ Nghị viện và Dân chủ Trực tiếp (Bộ trưởng không bộ)            | Thứ trưởng đặc trách - Guido Guidesi (Lega) - Vincenzo Santangelo (M5S) - Simone Valente (M5S) |                        |                      |      |                    |
| Bộ trưởng Hành chính công (Bộ trưởng không bộ)                                   | | Giulia Bongiorno       | 1/6/2018 – 5/9/2019  |      | Liên minh          |
| Bộ trưởng Hành chính công (Bộ trưởng không bộ)                                   | Thứ trưởng đặc trách - Mattia Fantinati (M5S) |                        |                      |      |                    |
| Bộ trưởng các vấn đề khu vực (Bộ trưởng không bộ)                                | | Erika Stefani          | 1/6/2018 – 5/9/2019  |      | Liên minh          |
| Bộ trưởng các vấn đề khu vực (Bộ trưởng không bộ)                                | Thứ trưởng đặc trách - Stefano Buffagni (M5S) |                        |                      |      |                    |
| Bộ trưởng miền Nam (Bộ trưởng không bộ)                                          | | Barbara Lezzi          | 1/6/2018 – 5/9/2019  |      | Phong trào năm sao |
| Bộ trưởng miền Nam (Bộ trưởng không bộ)                                          | Thứ trưởng đặc trách - Giuseppina Castiello (Lega) |                        |                      |      |                    |
| Bộ trưởng Gia đình và Người khuyết tật (without portfolio)                       | | Lorenzo Fontana        | 1/6/2018 – 10/7/2019 |      | Liên minh          |
| Bộ trưởng Gia đình và Người khuyết tật (without portfolio)                       | | Alessandra Locatelli   | 10/7/2019 – 5/9/2019 |      | Liên minh          |
| Bộ trưởng Gia đình và Người khuyết tật (without portfolio)                       | Thứ trưởng đặc trách - Vincenzo Zoccano (M5S) |                        |                      |      |                    |
| Bộ trưởng các vấn đề châu Âu (Bộ trưởng không bộ)                                | | Paolo Savona           | 1/6/2018 – 8/3/2019  |      | Không đảng phái    |
| Bộ trưởng các vấn đề châu Âu (Bộ trưởng không bộ)                                | | Giuseppe Conte (Quyền) | 8/3/2019 – 10/7/2019 |      | Không đảng phái    |
| Bộ trưởng các vấn đề châu Âu (Bộ trưởng không bộ)                                | | Lorenzo Fontana        | 10/7/2019 – 5/9/2019 |      | Liên minh          |
| Bộ trưởng các vấn đề châu Âu (Bộ trưởng không bộ)                                | Thứ trưởng đặc trách - Luciano Barra Caracciolo (Không đảng phái) |                        |                      |      |                    |
|                                                                                  | |                        |                      |      |                    |
| Thư ký Hội đồng Bộ trưởng (Thứ trưởng đặc trách của Chủ tịch Hội đồng Bộ trưởng) | | Giancarlo Giorgetti    | 1/6/2018 – 5/9/2019  |      | Liên minh          |

1. ↑  Fontana từ chức để trở thành Bộ trưởng các vấn đề châu Âu.
2. ↑  Savona từ chức để trở thành Chủ tịch Ủy ban Công ty và Sàn giao dịch Ý, cơ quan chính phủ chịu trách nhiệm điều tiết thị trường chứng khoán Ý.